# くぼ英樹
くぼ 英樹（くぼ ひでき、1970年2月15日 - ）は、日本の児童文学作家。2023年6月以前はくぼひできの筆名を使用していた。
日本児童文学者協会、日本児童文芸家協会会員。

## 略歴
広島県広島市出身、在住。1988年、広島県立広島皆実高等学校卒業。1989年、淑徳大学社会福祉学部除籍の後、1992年、日本児童教育専門学校児童文学専攻科卒業。
2023年7月に雑誌『日本児童文学』に発表した文章をもって筆名を変更したと公式ウェブサイトに記載している。

## 受賞・出版歴
在学中の1991年の第2回創作コンクール佳作。以降、2007年「とおこさちうた」で第9回ちゅうでん児童文学賞奨励賞。
2009年にアンソロジー『怪奇の心霊写真ツアー』に作品を所収しデビュー。2010年に、「あいつ」で第9回長編児童文学新人賞佳作、「楓の森」で第12回ちゅうでん児童文学賞優秀賞、「航海日誌」で第36回部落解放文学賞児童文学部門佳作。
2011年に「カンナは夏に」で長編児童文学新人賞（日本児童文学者協会、小峰書店主催）を受賞し、単行本として出版。

## 単行本
- 『カンナ道のむこうへ』（小峰書店） 2012年
- 『そうめんこぞう』（岩崎書店） 2015年

## 共著
- 『怪奇の心霊写真ツアー』（怪談図書館編集委員会編、国土社、怪談図書館 11） 2009年
- 『あまえんぼ週間』（星の環会、読書リレー 3～4年生） 2010年
- 『ひみつのコレクション』（怪談図書館編集委員会編、国土社、怪談図書館ガイドブック） 2013年
- 『わらうオバケ 5つのお話』（日本児童文学者協会編、文溪堂） 2015年
- 『妖がささやく』（翠琥出版） 2015年